# Doris Dörrie
Doris Dörrie (ur. 26 maja 1955 w Hanowerze) – niemiecka reżyserka i scenarzystka filmowa.
Była żoną Helge Weindlera (od 1988 do jego śmierci 22 marca 1996), ma córkę Carlę (ur. 1990).
Zasiadała w jury konkursu głównego na 52. MFF w Cannes (1999).

## Filmografia

### Reżyseria
- 2010: Fryzjerka (Die Friseuse)
- 2008: Hanami – Kwiat wiśni  (Kirschblüten)
- 2007: Jak ugotować swoje życie (How to Cook Your Life)
- 2005: Der Fischer und seine Frau
- 2004: Ein Seltsames Paar
- 2002: Nadzy (Nackt)
- 2000: Oświecenie gwarantowane (Erleuchtung garantiert)
- 1998: Czy jestem piękna? (Bin ich schön?)
- 1997: ...augenblick...
- 1994: Nikt mnie nie kocha (Keiner liebt mich)
- 1993: Was darf's denn sein?
- 1992: Wszystkiego najlepszego, Turku! (Happy Birthday, Türke!)
- 1989: Pieniądze (Geld)
- 1989: Love in Germany
- 1988: Ja i on (Ich und Er)
- 1986: Raj (Paradies)
- 1985: Mężczyźni... (Männer...)
- 1985: Wewnątrz wieloryba (Im Innern des Wals)
- 1983: Prosto przez serce (Mitten ins Herz)
- 1982: W międzyczasie (Dazwischen)
- 1980: Katharina Eiselt, 85, Arbeiterin
- 1980: Von Romantik keine Spur
- 1979: Paula aus Portugal
- 1978: Pierwszy walc (Der Erste Walzer)
- 1978: Alt werden in der Fremde
- 1978: Hättest was Gescheites gelernt
- 1978: Max i Sandy (Max und Sandy)
- 1977: Ene, mene, mink
- 1976: Ob's stürmt oder schneit

### Scenariusz
- 2008: Hanami – Kwiat wiśni (Kirschblüten)
- 2007: Jak ugotować swoje życie (How to Cook Your Life)
- 2005: Der Fischer und seine Frau
- 2002: Nadzy (Nackt)
- 2000: Oświecenie gwarantowane (Erleuchtung garantiert)
- 1998: Czy jestem piękna? (Bin ich schön?)
- 1997: ...augenblick...
- 1994: Nikt mnie nie kocha (Keiner liebt mich)
- 1993: Was darf's denn sein?
- 1992: Wszystkiego najlepszego, Turku! (Happy Birthday, Türke!)
- 1989: Pieniądze (Geld)
- 1989: Love in Germany
- 1988: Ja i on (Ich und Er)
- 1987: Wann, wenn nicht jetzt
- 1986: Raj (Paradies)
- 1985: Mężczyźni... (Männer...)
- 1985: Wewnątrz wieloryba (Im Innern des Wals)
- 1983: Prosto przez serce (Mitten ins Herz)
- 1982: W międzyczasie (Dazwischen)
- 1980: Katharina Eiselt, 85, Arbeiterin
- 1980: Von Romantik keine Spur
- 1978: Pierwszy walc (Der Erste Walzer)
- 1978: Max i Sandy (Max und Sandy)
- 1978: Alt werden in der Fremde
- 1978: Hättest was Gescheites gelernt
- 1976: Ob's stürmt oder schneit

### Film
- 2000: Zurück auf los! jako dentystka
- 2000: Bernd Eichinger – wenn das Leben zum Kino wird
- 1985: King Kongs Faust jako krytyk
- 1977: Der Hauptdarsteller